# Гелленталь (Шварцвальд)
47°56′06″ пн. ш. 8°01′46″ сх. д. / 47.935° пн. ш. 8.0294° сх. д.
Гелленталь (нім. Höllental, Пекельна долина) у Шварцвальді — глибока долина, місцями схожа на ущелину, Баден-Вюртемберг, Німеччина. 
Долина, завдовжки близько 9 км, розташована в південній частині природного парку Південний Шварцвальд приблизно за 18 км на південний схід від Фрайбург-ім-Брайсгау між Гінтерцартеном і Бухенбахом-Гіммельрайхом. 
Долиною протікає потік Ротбах (Гелленбах у верхній частині Гелленталю). 
«Hölle» — німецьке слово, що означає «пекло». 
У вузькій темній долині мандрівникам ніби хотілося перебратися під землю. 
У долині відбулася битва біля Еммендінгену в 1796 році, яка була частиною Революційних війн Франції.

## Опис
Гелленталь — одна з долин у Шварцвальді, яка прорізає асиметричну лінію хребта гір від його платоподібних східних височин і спускається вниз по крутому західному схилу. 
Долина проходить по лінії Бонндорфської рифтової долини, який прямує від Кайзерштуля через ущелину Вутах і Гегау до Боденського озера і є частиною цього тектонічно сформованого розлому. 
Крім того, він міг бути створений в результаті повторюваного заледеніння нагір’я Шварцвальду передльодовиковими озерами, які могли розлитися на захід через еродовану лінію хребта. 
У результаті притоки Гелленбаха на схід від хребта спочатку течуть на південний схід, повертаючи майже на 180° на північний схід у саму Гелленталі, ситуація подібна до перевалу Малоя в Енгадіні.

## Туристичні пам'ятки
- Гіршпрунзька ущелина з пам'ятником оленю (сага про Гіршпрунга[en])
- Каплиця Св. Освальда в Штайгу з пізньоготичним вівтарем
- Равенська ущелина з віадуком і водоспадами (висота: 16 м і 4 м)
- Водоспад Бістень (висота: 50 м)
- Руїни замку Фалькенштейн
- Гіммельрайх